# Die Geier der Goldgruben
Die Geier der Goldgruben ist ein 1920 entstandener Stummfilm-Western aus deutscher Produktion.
Über die Handlung des verschollenen Filmes lässt sich nichts ermitteln.
Außenaufnahmen für den Film fanden im Isartal statt.